# André Mahé (écrivain)
Pour les articles homonymes, voir Mahé.
Œuvres principales
Un anarchiste de la Belle Époque : Alexandre Jacob, 1950, Seuil
André Mahé, né le 6 avril 1908 dans le 10e arrondissement de Paris et mort le 28 août 1982 à Neuilly-sur-Marne (Seine-Saint-Denis) est un écrivain libertaire français.
Il prend le pseudonyme d'Alain Sergent après la Seconde Guerre mondiale.

## Biographie
Il collabore à la revue anarchiste Défense de l'homme et travaille avec Louis Pauwels pour la revue Planète.
Il contribue également au journal Le Libertaire où il coécrit un article avec Albert Camus, Jean-Gabriel Daragnès, Benjamin Péret sur le procès de Louis-Ferdinand Céline en 1950,.
Par la suite, il adhère au Parti populaire français de Jacques Doriot et devient ensuite un écrivain collaborationniste.